# Cyberpiper

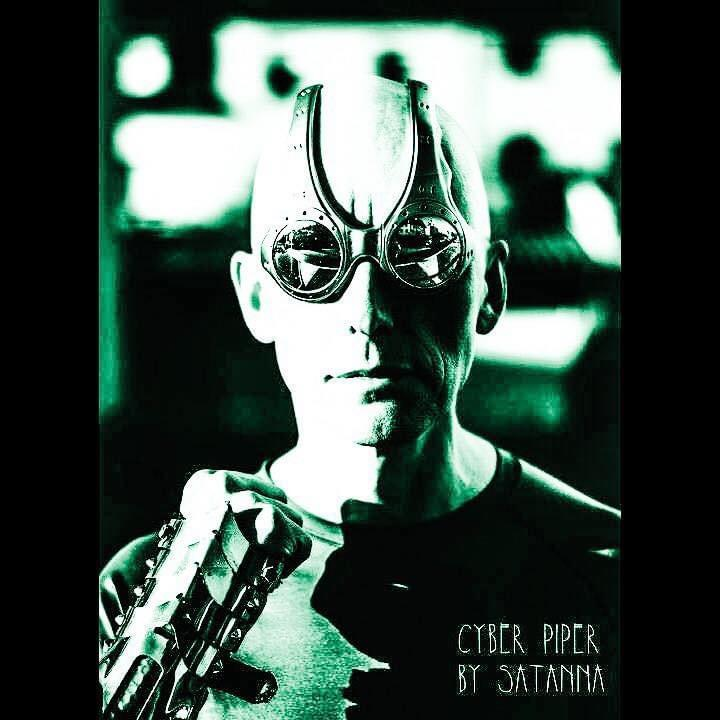
Cyberpiper by Santanna

Cyberpiper ist das Pseudonym des luxemburgischen Musikers Pit Vinkowsky (bürgerlich Pit Vinandy; * 2. Juli 1960), der auf einem elektronischen Dudelsack spielt. Seine Melodien sind an keltische Motive angelehnt oder traditionelle Luxemburger Musikstücke, die mit elektronischen Effekten und Rhythmen verfremdet und mit Text unterlegt werden.

## Leben
Zwölf Jahre lang reiste Pit Vinandy als flötespielender Straßenmusiker durch Europa. Er ließ sich zeitweise in Luxemburg nieder, spielte in verschiedenen Bands (Everyday Zulu, Mistral, Heartlands, Exodus Likembe, Pray) Folk, Folk Jazz und Folk-Rock. Er arbeitete als Puppenspieler (Bimbo Theater, Hoplabum), als Clown und produzierte eine Fernsehserie mit Puppen: (De Sandmännche Pit, RTL 1995). In der Folge experimentierte mit elektronischen Dudelsäcken, Grooveboxen und elektronischer Stimmenverfremdung; er erhielt eine finanzielle Unterstützung des Luxemburger Kulturministeriums. 2007 trat er in der virtuellen Welt Second Life als Cyberpiper auf. Seit 2010 arbeitet Pit Vinandy mit Dilo Lompazius alias Kayser Oliver als Duo. Zum Instrumentarium der beiden zählen V-Pipes, Red-Pipes und das Ipad. 2009 drehte die Luxemburger Filmemacherin Beryl Koltz mit Lucill Film den Dokumentarfilm Strangers in the night, welcher das Doppelleben Cyberpipers zwischen dem realen Leben und Second Life zeigt. Einige Stücke wurden im Film Rendolepsis (2003) von Marc Barnig verwendet.

## Diskographie
- 2003 Phase I
- 2005 Phase II
- 2006 Bireldéng
- 2007 SL-Remixes – The Sound Of Cyberspace